# Sender Welden
Der Sender Welden ist ein 158,5 m hoher Sendeturm der Deutsche Telekom AG, rund 15 km nordwestlich von Augsburg in Bayern gelegen. Er befindet sich auf dem Buchberg zwischen den Gemeinden Bonstetten und Heretsried in einer Höhenlage von 577,2 m ü. NN.
Der 1983 erbaute Typenturm (FMT 2/72) aus Stahlbeton besitzt in 75 m Höhe eine Betriebskanzel. Neben dem Richtfunk und dem Mobilfunk dient der Standort für UKW. Bis 1998 wurde von hier AFN Munich ausgestrahlt.
Bis zur Abschaltung von DVB-T am 25. April 2018 und der Übernahme von DVB-T2 HD vom Augsburger Hotelturm wurde das digitale Fernsehen auf den Kanälen K36 (ARD Digital (BR), 100 kW), K25 (ARD regional (BR) Südbayern, 100 kW) und K44 (ZDFmobil, 50 kW) ausgestrahlt.
Bis zur Umstellung auf DVB-T am 27. November 2007 wurde das analoge Fernsehen auf den Kanälen K23 (ZDF, 390 kW) und K44 (BR, 430 kW) ausgestrahlt.
Bis Oktober 2009 wurde DAB im LH-Band mit 2,3 kW gesendet. Durch die Netz-Harmonisierung wird nun seit 3. Juni 2020 das Lokale Ensemble Augsburg auf Kanal 9C vom Augsburger Hotelturm gesendet.

## Frequenzen und Programme

### Analoger Hörfunk (UKW)
Beim Antennendiagramm sind im Falle gerichteter Strahlung die Hauptstrahlrichtungen in Grad angegeben. In UKW werden folgende Programme ausgestrahlt:
| Frequenz (MHz) | Programm               | Senderlogo | RDS PS   | RDS PI | Regionalisierung | ERP (kW) | Antennendiagramm rund (ND)/gerichtet (D) | Polarisation horizontal (H)/vertikal (V) |
| -------------- | ---------------------- | ---------- | -------- | ------ | ---------------- | -------- | ---------------------------------------- | ---------------------------------------- |
| 100,0          | Deutschlandfunk Kultur |            | Dlf_Kult | D220   | −                | 15       | D (80–160°)                              | H                                        |

### Digitaler Hörfunk (DAB)
DAB wird in vertikaler Polarisation und im Gleichwellenbetrieb mit anderen Sendern ausgestrahlt.
| Block                                    | Programme (Datendienste) | ERP (kW) | Antennen- diagramm rund (ND), gerichtet (D) | Polarisation horizontal (H)/ vertikal (V) | Gleichwellennetz (SFN) |
| ---------------------------------------- | --- | -------- | ------------------------------------------- | ----------------------------------------- | --- |
| 8B AllgäuDonauIller (D__00307) (geplant) | - Hitradio RT1 Südschwaben (80 kbps) - Galaxy Allgäu (72 kbps) - Allgäu Hit (96 kbps) - Radio Schwaben (80 kbps) - Donau 3 FM (80 kbps) - Radio 7 (80 kbps) - Fantasy Allgäu (72 kbps) | 25       | ND                                          | V                                         | Augsburg (Welden) (geplant), Balderschwang, Grünten, Kaufbeuren (geplant), Markt Wald, Memmingen, Pfänder (Vorarlberg), Pfronten (Breitenberg), Ulm-Kuhberg |
| 9C Augsburg (D__00172)                   | DAB-Block der Bayern Digital Radio: - Hitradio RT1 Nordschwaben (88 kbps) - Hitradio RT1 Augsburg (88 kbps) - Radio Augsburg (88 kbps) - Radio Fantasy (88 kbps) - Fantasy Classix (80 kbps) - Fantasy Lounge (80 kbps) - Smart Radio (88 kbps) - Mega Radio Mix (80 kbps) - Mega 80s (80 kbps) - RT1 Relax (72 kbps) - RT1 in the mix (80 kbps) - Radio Galaxy (80 kbps) - Radio Schwaben (80 kbps)              | 25       | ND                                          | V                                         | Augsburg (Hotelturm), Augsburg (Welden), Hühnerberg |
| 10A Obb/Schw (D__00008)                  | DAB-Block der Bayern Digital Radio: - Bayern 1 (Schwaben) (96 kbps) - Bayern 1 (Mainfranken) (96 kbps) - BR24live (64 kbps, Mono) - Radio Teddy (72 kbps) - egoFM (72 kbps) - Arabella Bayern (96 kbps) - Rock Antenne Bayern (72 kbps) - BR EPG (8 kbps Daten) - BR News (8 kbps Daten) | 25       | D (250°-70°)                                | V                                         | - Oberbayern: Bad Tölz (Gaißach), Berchtesgaden (Jenner), Eichstätt, Fürstenfeldbruck (Schöngeising), Gelbelsee (Ingolstadt), Herzogstand (Fahrenbergkopf), Hochberg (Traunstein), Hohenpeißenberg, Inntal (Ebbs), Isen, München-Freimann, München-Ismaning, München (Olympiaturm), Neuötting, Oberammergau, Pfaffenhofen (Wolfsberg), Reit im Winkl, Untersberg, Tegernseer Tal (Wallberg), Wasserburg am Inn (Koblberg), Wendelstein (Bayrischzell) - Schwaben: Augsburg (Hotelturm), Augsburg (Welden), Balderschwang (Oberberg), Grünten, Hühnerberg, Kaufbeuren (geplant), Markt Wald, Memmingen, Pfänder (Vorarlberg), Pfronten (Breitenberg), Ulm (Kuhberg) |
| 11D Bayern (D__00165)                    | DAB-Block des Bayerischen Rundfunks: - Bayern 1 (Oberbayern) (96 kbps) - Bayern 1 (Niederbayern/Oberpfalz) (96 kbps) - Bayern 1 (Franken) (96 kbps) - Bayern 2 (96 kbps) - Bayern 3 (96 kbps) - BR-Klassik (144 kbps) - BR24 (72 kbps, Mono) - BR Schlager (96 kbps) - Puls (96 kbps) - BR Heimat (128 kbps) - BR Verkehr (16 kbps, Mono) - Antenne Bayern (80 kbps) - BR EPG (8 kbps Daten) - ARD TPEG (24 kbps) | 25       | D (250°-70°)                                | V                                         | - Unterfranken: Alzenau (Hahnenkamm), Burgsinn (Main-Spessart), Dettelbach, Ebern, Frammersbach (Sauerberg) (geplant), Gemünden, Hammelburg, Kreuzberg (Rhön), Miltenberg-Wenschdorf, Neustadt am Main, Obernburg am Main, Ostheim (Heidelberg), Pfaffenberg (Aschaffenburg), Schweinfurt (Schonungen), Volkach, Wertheim, Würzburg (Frankenwarte), Zeil am Main - Oberfranken: Bad Steben, Bamberg (Geisberg), Burgwindheim (geplant), Coburg (Eckardtsberg), Hof (Labyrinthberg), Kronach, Kulmbach, Ludwigsstadt (Ebersdorf), Ochsenkopf (Fichtelgebirge), Pegnitz - Mittelfranken: Ansbach (geplant), Büttelberg, Hesselberg, Hersbruck, Nürnberg (Fernmeldeturm), Rothenburg ob der Tauber, Treuchtlingen, Weißenburg - Oberpfalz: Altenstadt, Amberg (Hirschau), Amberg-Süd, Dillberg (Neumarkt), Fuchsmühl, Geigant, Hoher Bogen (Furth im Wald), Hohe Linie (Regensburg), Kallmünz (geplant), Pfreimd, Schönsee (Drechselberg), Weigendorf - Niederbayern: Brotjacklriegel, Deggendorf (Aletsberg), Dingolfing, Einödriegel, Kelheim, Landshut (Altdorf), Mainburg, Mallersdorf-Pfaffenberg, Oberfrauenwald, Passau (Kühberg), Pfarrkirchen, Rattenberg, Rotthalmünster, Viechtach (Weigelsberg) (geplant), Vilsbiburg - Schwaben: Augsburg (Hotelturm), Augsburg (Welden), Balderschwang (Oberberg), Grünten, Hühnerberg (Harburg), Kaufbeuren (geplant), Markt Wald, Memmingen, Pfänder (Vorarlberg), Pfronten (Breitenberg), Ulm (Kuhberg) - Oberbayern: Bad Tölz (Gaißach), Berchtesgaden (Jenner), Eichstätt, Fürstenfeldbruck (Schöngeising), Gelbelsee, Herzogstand (Fahrenbergkopf), Hochberg (Traunstein), Hohenpeißenberg, Inntal (Ebbs), Isen, München-Freimann, München-Ismaning, München (Olympiaturm), Neuötting, Oberammergau (Laber), Pfaffenhofen (Wolfsberg), Pfaffenhofen (BR), Reit im Winkl, Untersberg (Salzburg), Tegernseer Tal (Wallberg), Wasserburg am Inn (Koblberg), Wendelstein (Bayrischzell) |

### Digitales Fernsehen (DVB-T)
Der Sender Welden wurde nicht von DVB-T auf DVB-T2 HD umgerüstet. Stattdessen übernimmt seit 25. April 2018 der Sender im Augsburger Hotelturm die Verbreitung von DVB-T2 HD. Der Sender Welden hat zeitgleich die Ausstrahlung von Fernsehprogrammen beendet.
Bis zur Abschaltung wurden folgende DVB-T Fernsehprogramme gesendet:
| Kanal | Frequenz (in MHz) | Multiplex                   | Programme im Multiplex                                                                                    | ERP (in kW) | Antennen- diagramm rund (ND) / gerichtet (D) | Polarisation horizontal (H) / vertikal (V) | Modulations- verfahren | FEC | Guard- intervall | Bitrate (in MBit/s) | Gleichwellennetz (SFN)                                 |
| ----- | ----------------- | --------------------------- | --- | ----------- | -------------------------------------------- | ------------------------------------------ | ---------------------- | --- | ---------------- | ------------------- | ------------------------------------------------------ |
| 36    | 594               | ARD Digital (BR)            | - Das Erste - ARTE - Phoenix - One                                                                        | 100         | ND                                           | H                                          | 16-QAM                 | 2/3 | 1/4              | 13,27               | Welden, Sender Gelbelsee, Pfaffenhofen (Ilm)           |
| 25    | 506               | ARD regional (BR) Südbayern | - Bayerisches Fernsehen (Schwaben/Altbayern) - ARD-alpha - SWR Fernsehen Baden-Württemberg - tagesschau24 | 100         | ND                                           | H                                          | 16-QAM                 | 2/3 | 1/4              | 13,27               | Welden, Gelbelsee, Pfaffenhofen                        |
| 44    | 658               | ZDFmobil                    | - ZDF - 3sat - KiKA (6–21 Uhr) / ZDFneo (21–6 Uhr) - ZDFinfo                                              | 50          | ND                                           | H                                          | 16-QAM                 | 2/3 | 1/4              | 13,27               | Welden (Augsburg), Gelbelsee, Hesselberg, Pfaffenhofen |

### Analoges Fernsehen (PAL)
Bis zur Umstellung auf DVB-T wurden folgende analogen Fernsehprogramme gesendet:
| Kanal | Frequenz (MHz) | Programm                                   | ERP (kW) | Sendediagramm rund (ND)/ gerichtet (D) | Polarisation horizontal (H)/ vertikal (V) |
| ----- | -------------- | ------------------------------------------ | -------- | -------------------------------------- | ----------------------------------------- |
| 23    | 487,25         | ZDF                                        | 310      | ND                                     | H                                         |
| 26    | 511,25         | ProSieben                                  | 3,2      | D                                      | H                                         |
| 30    | 543,25         | RTL (Augsburg)                             | 6,3      | D                                      | H                                         |
| 38    | 607,25         | Sat.1 (Bayern)                             | 6,3      | D                                      | H                                         |
| 44    | 655,25         | Bayerisches Fernsehen (Schwaben/Altbayern) | 430      | ND                                     | H                                         |
| 58    | 767,25         | Tele 5                                     | 6,3      | D                                      | H                                         |